# Giro di Svizzera 1979
Il Giro di Svizzera 1979, quarantatreesima edizione della corsa, si svolse dal 13 al 22 giugno su un percorso di 1 622 km ripartiti in 9 tappe (la terza e la nona suddivise in due semitappe ciascuna) e un cronoprologo, con partenza a Zurigo e arrivo a Hendschiken. Fu vinto dal belga Wilfried Wesemael della Ti-Raleigh-Mc Gregor davanti al suo connazionale Rudy Pevenage e all'italiano Leonardo Mazzantini.

## Tappe
| Tappa  | Data      | Percorso                                            | km   | Vincitore di tappa | Leader cl. generale |
| ------ | --------- | --------------------------------------------------- | ---- | ------------------ | ------------------- |
| Prol.  | 13 giugno | Zurigo > Zurigo (cron. individuale)                 | 4    | Gerrie Knetemann   | Gerrie Knetemann    |
| 1ª     | 14 giugno | Zurigo > Wildhaus                                   | 180  | Jos Jacobs         | Wilfried Wesemael   |
| 2ª     | 15 giugno | Wildhaus > Obersiggenthal                           | 178  | Rene Savary        | Wilfried Wesemael   |
| 3ª-1ª  | 16 giugno | Obersiggenthal > Obersiggenthal (cron. individuale) | 20   | Gerrie Knetemann   | Roland Salm         |
| 3ª-2ª  | 16 giugno | Obersiggenthal > Porrentruy                         | 151  | Jos Jacobs         | Roland Salm         |
| 4ª     | 17 giugno | Porrentruy > Steffisburg                            | 196  | Ennio Vanotti      | Roland Salm         |
| 5ª     | 18 giugno | Steffisburg > Verbier                               | 160  | Josef Fuchs        | Erwin Lienhard      |
| 6ª     | 19 giugno | Verbier > Locarno                                   | 254  | Gerrie Knetemann   | Wilfried Wesemael   |
| 7ª     | 20 giugno | Locarno > Laax                                      | 139  | Giovanni Battaglin | Wilfried Wesemael   |
| 8ª     | 21 giugno | Laax > Horgen                                       | 186  | André Dierickx     | Wilfried Wesemael   |
| 9ª-1ª  | 22 giugno | Horgen > Lenzburg                                   | 134  | Henk Lubberding    | Wilfried Wesemael   |
| 9ª-2ª  | 22 giugno | Hendschiken > Hendschiken (cron. individuale)       | 20   | Gerrie Knetemann   | Wilfried Wesemael   |
| Totale | Totale    | Totale                                              | 1622 |                    |                     |

## Dettagli delle tappe

### Prologo
- 13 giugno: Zurigo > Zurigo (cron. individuale) – 4 km

| Pos. | Corridore        | Squadra    | Tempo |
| ---- | ---------------- | ---------- | ----- |
| 1    | Gerrie Knetemann | TI-Raleigh | 5'43" |
| 2    | Daniel Willems   | Ijsboerke  | s.t.  |
| 3    | Bruno Wolfer     | Zonca      | a 6"  |

| Pos. | Corridore        | Squadra    | Tempo |
| ---- | ---------------- | ---------- | ----- |
| 1    | Gerrie Knetemann | TI-Raleigh | 5'43" |
| 2    | Daniel Willems   | Ijsboerke  | s.t.  |
| 3    | Bruno Wolfer     | Zonca      | a 6"  |

### 1ª tappa
- 14 giugno: Zurigo > Wildhaus – 180 km

| Pos. | Corridore         | Squadra    | Tempo    |
| ---- | ----------------- | ---------- | -------- |
| 1    | Jos Jacobs        | Ijsboerke  | 4h47'05" |
| 2    | Wilfried Wesemael | TI-Raleigh | s.t.     |
| 3    | Fridolin Keller   | Willora    | a 3"     |

| Pos. | Corridore         | Squadra    | Tempo    |
| ---- | ----------------- | ---------- | -------- |
| 1    | Wilfried Wesemael | TI-Raleigh | 5h02'58" |
| 2    | Fridolin Keller   | Willora    | a 3"     |
| 3    | Roland Salm       | Jelmoli    | a 8"     |

### 2ª tappa
- 15 giugno: Wildhaus > Obersiggenthal – 178 km

| Pos. | Corridore      | Squadra    | Tempo    |
| ---- | -------------- | ---------- | -------- |
| 1    | Rene Savary    | Kondor     | 4h21'48" |
| 2    | Paul Wellens   | TI-Raleigh | s.t.     |
| 3    | Willem Peeters | Safir      | s.t.     |

| Pos. | Corridore         | Squadra    | Tempo    |
| ---- | ----------------- | ---------- | -------- |
| 1    | Wilfried Wesemael | TI-Raleigh | 9h25'00" |
| 2    | Fridolin Keller   | Willora    | a 6"     |
| 3    | Roland Salm       | Jelmoli    | a 8"     |

### 3ª tappa - 1ª semitappa
- 16 giugno: Obersiggenthal > Obersiggenthal (cron. individuale) – 20 km

| Pos. | Corridore        | Squadra    | Tempo  |
| ---- | ---------------- | ---------- | ------ |
| 1    | Gerrie Knetemann | TI-Raleigh | 28'14" |
| 2    | Roland Salm      | Jelmoli    | a 30"  |
| 3    | Daniel Willems   | Ijsboerke  | s.t.   |

| Pos. | Corridore         | Squadra    | Tempo    |
| ---- | ----------------- | ---------- | -------- |
| 1    | Roland Salm       | Jelmoli    | 9h53'52" |
| 2    | Wilfried Wesemael | TI-Raleigh | a 1"     |
| 3    | Jos Jacobs        | Ijsboerke  | a 48"    |

### 3ª tappa - 2ª semitappa
- 16 giugno: Obersiggenthal > Porrentruy – 151 km

| Pos. | Corridore       | Squadra   | Tempo    |
| ---- | --------------- | --------- | -------- |
| 1    | Jos Jacobs      | Ijsboerke | 3h48'48" |
| 2    | Patrick Hosotte |           | s.t.     |
| 3    | Rudy Pevenage   | Ijsboerke | s.t.     |

| Pos. | Corridore         | Squadra    | Tempo     |
| ---- | ----------------- | ---------- | --------- |
| 1    | Roland Salm       | Jelmoli    | 13h42'40" |
| 2    | Wilfried Wesemael | TI-Raleigh | a 1"      |
| 3    | Jos Jacobs        | Ijsboerke  | a 48"     |

### 4ª tappa
- 17 giugno: Porrentruy > Steffisburg – 196 km

| Pos. | Corridore          | Squadra    | Tempo    |
| ---- | ------------------ | ---------- | -------- |
| 1    | Ennio Vanotti      | Zonca      | 5h33'35" |
| 2    | Klaus-Peter Thaler | TI-Raleigh | a 21"    |
| 3    | André Dierickx     | Ijsboerke  | s.t.     |

| Pos. | Corridore         | Squadra    | Tempo     |
| ---- | ----------------- | ---------- | --------- |
| 1    | Roland Salm       | Jelmoli    | 19h20'10" |
| 2    | Wilfried Wesemael | TI-Raleigh | a 1"      |
| 3    | Jos Jacobs        | Ijsboerke  | a 48"     |

### 5ª tappa
- 18 giugno: Steffisburg > Verbier – 160 km

| Pos. | Corridore    | Squadra | Tempo    |
| ---- | ------------ | ------- | -------- |
| 1    | Josef Fuchs  | Jelmoli | 4h32'12" |
| 2    | Godi Schmutz | Willora | s.t.     |
| 3    | Beat Breu    | Willora | s.t.     |

| Pos. | Corridore      | Squadra | Tempo     |
| ---- | -------------- | ------- | --------- |
| 1    | Erwin Lienhard | Willora | 23h53'35" |
| 2    | Ennio Vanotti  | Zonca   | a 35"     |
| 3    | Roland Salm    | Jelmoli | a 47"     |

### 6ª tappa
- 19 giugno: Verbier > Locarno – 254 km

| Pos. | Corridore           | Squadra    | Tempo    |
| ---- | ------------------- | ---------- | -------- |
| 1    | Gerrie Knetemann    | TI-Raleigh | 6h43'16" |
| 2    | Leonardo Mazzantini | Zonca      | s.t.     |
| 3    | Rudy Pevenage       | Ijsboerke  | s.t.     |

| Pos. | Corridore         | Squadra    | Tempo     |
| ---- | ----------------- | ---------- | --------- |
| 1    | Wilfried Wesemael | TI-Raleigh | 30h37'53" |
| 2    | Fridolin Keller   | Willora    | a 39"     |
| 3    | Gerrie Knetemann  | TI-Raleigh | a 1'24"   |

### 7ª tappa
- 20 giugno: Locarno > Laax – 139 km

| Pos. | Corridore          | Squadra  | Tempo    |
| ---- | ------------------ | -------- | -------- |
| 1    | Giovanni Battaglin | Inoxpran | 3h54'14" |
| 2    | Patrick Busolini   | Inoxpran | a 1'41"  |
| 3    | Michel Pollentier  | Splendor | a 3'19"  |

| Pos. | Corridore         | Squadra    | Tempo     |
| ---- | ----------------- | ---------- | --------- |
| 1    | Wilfried Wesemael | TI-Raleigh | 34h36'28" |
| 2    | Rudy Pevenage     | Ijsboerke  | a 4'15"   |
| 3    | Erwin Lienhard    | Willora    | a 4'20"   |

### 8ª tappa
- 21 giugno: Laax > Horgen – 186 km

| Pos. | Corridore       | Squadra    | Tempo    |
| ---- | --------------- | ---------- | -------- |
| 1    | André Dierickx  | Ijsboerke  | 4h29'52" |
| 2    | Jan Raas        | TI-Raleigh | s.t.     |
| 3    | Pierino Gavazzi | Zonca      | s.t.     |

| Pos. | Corridore         | Squadra    | Tempo     |
| ---- | ----------------- | ---------- | --------- |
| 1    | Wilfried Wesemael | TI-Raleigh | 39h06'20" |
| 2    | Rudy Pevenage     | Ijsboerke  | a 4'15"   |
| 3    | Erwin Lienhard    | Willora    | a 4'20"   |

### 9ª tappa - 1ª semitappa
- 22 giugno: Horgen > Lenzburg – 134 km

| Pos. | Corridore          | Squadra    | Tempo    |
| ---- | ------------------ | ---------- | -------- |
| 1    | Henk Lubberding    | TI-Raleigh | 3h25'01" |
| 2    | Giovanni Mantovani | Inoxpran   | a 23"    |
| 3    | Rudy Pevenage      | Ijsboerke  | s.t.     |

| Pos. | Corridore         | Squadra    | Tempo     |
| ---- | ----------------- | ---------- | --------- |
| 1    | Wilfried Wesemael | TI-Raleigh | 42h31'21" |
| 2    | Rudy Pevenage     | Ijsboerke  | a 4'15"   |
| 3    | Erwin Lienhard    | Willora    | a 4'20"   |

### 9ª tappa - 2ª semitappa
- 22 giugno: Hendschiken > Hendschiken (cron. individuale) – 20 km

| Pos. | Corridore         | Squadra    | Tempo  |
| ---- | ----------------- | ---------- | ------ |
| 1    | Gerrie Knetemann  | TI-Raleigh | 24'38" |
| 2    | Dietrich Thurau   | Ijsboerke  | a 32"  |
| 3    | Wilfried Wesemael | TI-Raleigh | a 37"  |

| Pos. | Corridore           | Squadra    | Tempo     |
| ---- | ------------------- | ---------- | --------- |
| 1    | Wilfried Wesemael   | TI-Raleigh | 42h56'59" |
| 2    | Rudy Pevenage       | Ijsboerke  | a 4'43"   |
| 3    | Leonardo Mazzantini | Zonca      | a 5'13"   |

## Classifiche finali

### Classifica generale
| Pos. | Corridore           | Squadra        | Tempo     |
| ---- | ------------------- | -------------- | --------- |
| 1    | Wilfried Wesemael   | TI-Raleigh     | 42h56'59" |
| 2    | Rudy Pevenage       | Ijsboerke      | a 4'43"   |
| 3    | Leonardo Mazzantini | Zonca          | a 5'13"   |
| 4    | Josef Fuchs         | Jelmoli-Merosa | a 6'49"   |
| 5    | Ennio Vanotti       | Zonca          | a 6'56"   |
| 6    | Ueli Sutter         | TI-Raleigh     | a 7'03"   |
| 7    | Sebastian Pozo      | Transmallorca  | a 7'18"   |
| 8    | Henk Lubberding     | TI-Raleigh     | a 8'34"   |
| 9    | Giovanni Battaglin  | Inoxpran       | a 10'00"  |
| 10   | Paul Wellens        | TI-Raleigh     | a 14'29"  |